# Acre (staat)
Acre is een van de 26 deelstaten van Brazilië. De staat met de standaardafkorting AC heeft een oppervlakte van ca. 164.123 km² en ligt in de regio Noord. Acre grenst aan Bolivia in het zuidoosten, Peru in het zuiden en westen en de staten Amazonas in het noorden en noordoosten en Rondônia in het oosten. In 2017 had de staat 829.619 inwoners. De hoofdstad is Rio Branco.
In de 19e eeuw hoorde het gebied bij Bolivia. Vanwege zijn rijkdom aan rubber werd het gebied meerdere keren binnengevallen door Braziliaanse avonturiers, die er tot drie keer toe een onafhankelijke republiek stichtten. In 1903 werd bij het Verdrag van Petrópolis de Derde Republiek Acre geannexeerd door Brazilië, waarna het gebied definitief in Braziliaanse handen kwam.

## Belangrijke steden
In orde van grootte:
| Stad                                            | Inwoners |
| ----------------------------------------------- | -------- |
| Rio Branco                                      | 383.443  |
| Cruzeiro do Sul                                 | 82.622   |
| Sena Madureira                                  | 43.139   |
| Tarauacá                                        | 40.024   |
| Feijó                                           | 32.360   |
| Bron: (pt) IBGE - Populatie volgens census 2017 |          |

## Bestuurlijke indeling
De deelstaat Acre is ingedeeld in 2 mesoregio's, 5 microregio's en 22 gemeenten.

## Galerij

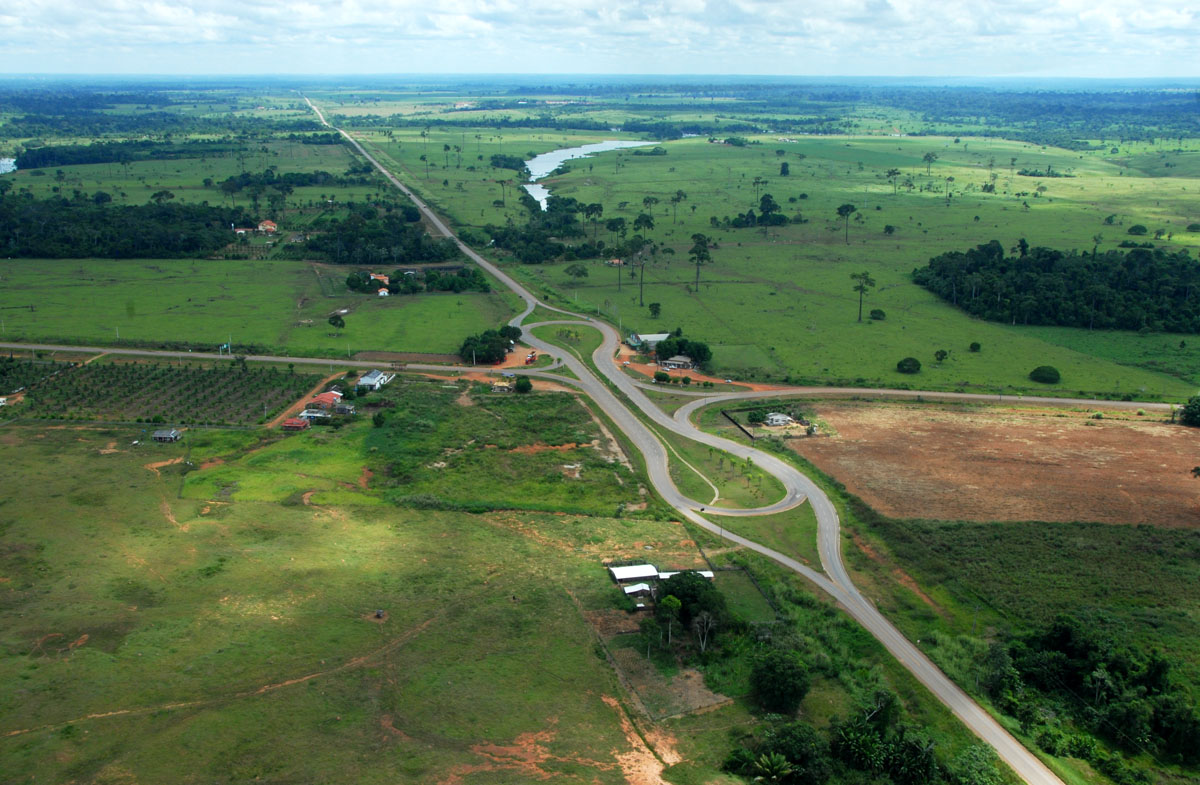
Acre